# Idraparinux

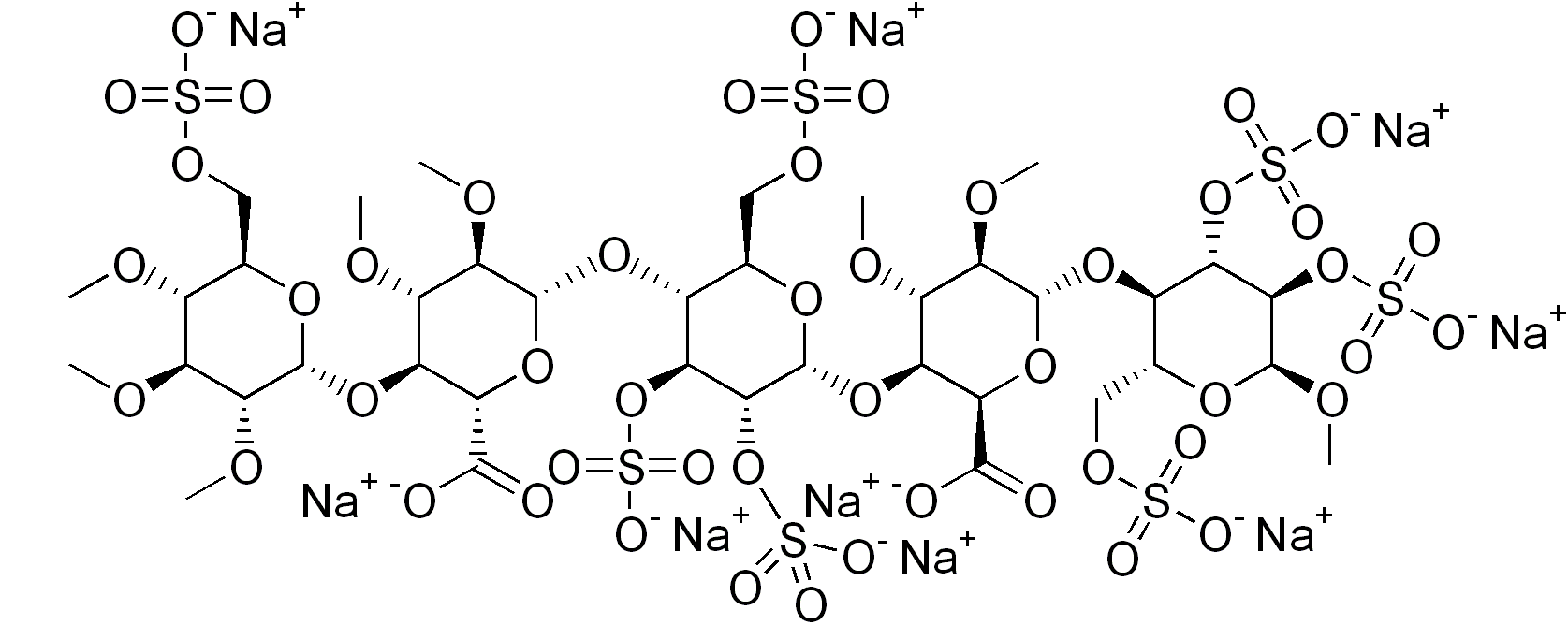
Formule topologique de l'idraparinux.

L'idraparinux est une molécule développée comme un médicament anticoagulant.
Il s'agit d'un pentasaccharide ayant une activité contre le facteur Xa (comme le fondaparinux.
Sa principale caractéristique est d'avoir une demi-vie très longue (au-delà de 80 heures) permettant une administration en une injection en sous cutanée toutes les semaines.

## Efficacité
Son efficacité est identique en cas de phlébite en comparaison avec le traitement classique (héparine relayé par antivitamines K mais semble moindre en cas d'embolie pulmonaire. Elle est équivalente aux antivitamines K dans la prévention embolique lors d'une fibrillation auriculaire avec néanmoins davantage d'accidents hémorragiques. Ce problème a fait arrêter son développement. 

## L'idrabiotaparinux
Cette molécule est un dérivé de l'idraparinux possédant un antagoniste, l'avidine, permettant ainsi une certaine sécurité en cas d'accident hémorragique, tout en gardant une efficacité comparable. Elle semble aussi efficace que les antivitamines K dans l'embolie pulmonaire avec moins d'hémorragie significative.